# Kirk Jackson
Kirk Jackson (sinh ngày 16 tháng 10 năm 1976) là một cầu thủ bóng đá bán chuyên nghiệp thi đấu ở vị trí tiền đạo.
Jackson gần như thi đấu hoàn toàn ở bóng đá non-League mặc dù từng góp mặt ở bóng đá League. Ông nằm trong đội hình Yeovil Town vô địch Conference năm 2003.